# Деланд, Раймон
Раймо́н Дела́нд (фр. Raimond Deslandes; 12 июля 1825, Ивето, Нижняя Сена — март 1890, Монте-Карло или Париж) — французский драматург, режиссёр и директор театра Водевиля в Париже.

## Биография
Раймон Деланд родился в Ивето (департамент Нижняя Сена). Его родители мечтали для него о карьере юриста, и по окончании коллежа в Руане Раймон отправился в Париж делать карьеру. Там, однако, он вскоре занялся журналистикой, а затем начал сочинять пьесы — занятие, которое он сам считал своим призванием. Его произведения, написанные как в одиночку, так и в соавторстве, успешно шли на парижской сцене, собирая полные залы.
Последние 15 лет жизни Деланд, помимо занятий драматургией, занимал посты режиссёра и директора Театра водевиля (фр. Théâtre du Vaudeville). В этом качестве он отличался высокой требовательностью к репертуару и тщательно подготовленными постановками, а также умением поддержать талантливых новичков, так что на определённом этапе при нём труппа театра полностью состояла из звёзд сцены. Хотя многие из них позднее перешли в «Театр Франсе», к концу жизни Деланда его труппа всё ещё считалась второй по уровню во Франции.
В 1866 году Раймон Деланд стал кавалером ордена Почётного легиона. Он умер в марте 1890 года в Монте-Карло или Париже.

## Произведения
Деланд был плодовитым драматургом, сочинившим множество водевилей, комедий и драм лично или в соавторстве. Его первой работой была написанная в 1848 году Un et un font un («Один плюс один равняется одному»), а самыми успешными — поставленная в «Театр Франсе» Antoinette Rigaud (1885) и комическая драма L’Amant aux bouquets («Любовник с букетами», 1856), а также созданная в соавторстве с Эженом Гранже Les Domestiques («Домашние», 1861).
Другими соавторами Деланда были Арман Дюрантен, Луи-Франсуа Клервилль, Адриан Декурсель, Альфред Делакур, Эжен Кормон, Эжен Лабиш, Луи Люрен, Поль Мерсье, Арман Монтжой, Эмиль Моро, Вильям Бюснах и Эдмон Гондине. В числе известных водевилей и комедий Деланда — La Femme d’un grand homme (с Дюрантеном, 1855), Les comédiennes (с Люреном, 1857), La dernière Grisette (1863), Le Marquis Harpagon (1862), Un Gendre (1866), Une Fille d’Eve (с Анри Бокажем, 1875) и другие. Последней его работой стала написанная в соавторстве с Викторьеном Сарду и поставленная в 1888 году в театре «Жимназ (фр. Théâtre du Gymnase Marie-Bell)» Belle-Maman. Деланд также известен как один из авторов книги 1849 года Les jolies actrices de Paris : notices biographiques.